# Liste der Mennonitenansiedlungen im Gouvernement Orenburg
Diese Liste zählt ehemalige Ansiedlungen preußischer Mennoniten im Gouvernement Orenburg in Russland auf.
Dies war eine "Ausgründung" aus den über tausend Kilometer weiter westlich gelegenen mennonitischen Kolonien Molotschna und Chortiza (Mutterkolonien) auf dem Gebiet der heutigen Ukraine.

## Lage und heutige Zuordnung der Dörfer
| Deutsch                                                             | Weitere Ortsnamen | Position                                                | Gründung |
| ------------------------------------------------------------------- | ----------------- | ------------------------------------------------------- | -------- |
| Chortiza (russisch Хортица, wiss. Transliteration Chortica)         | Nr. 1             | https://www.openstreetmap.org/#map=15/52.46647/54.23920 | 1894     |
| Petrowka (russisch Петровка, wiss. Transliteration Petrovka)        | Nr. 2             | https://www.openstreetmap.org/#map=14/52.45334/54.28525 | 1894     |
| Kanzerowka (russisch Канцеровка, wiss. Transliteration Kancerovka)  | Nr. 3             | https://www.openstreetmap.org/#map=14/52.42336/54.30327 | 1894     |
| Kamenka (russisch Каменка, wiss. Transliteration Kamenka)           | Nr. 4             | https://www.openstreetmap.org/#map=14/52.42797/54.35383 | 1894     |
| Schdanowka (russisch Ждановка, wiss. Transliteration Ždanovka)      | Nr. 5             | https://www.openstreetmap.org/#map=15/52.39996/54.40155 | 1894     |
| Nikolajewka (russisch Николаевка, wiss. Transliteration Nikolaevka) | Nr. 6             | https://www.openstreetmap.org/#map=15/52.39943/54.33756 |          |
| Fjodorowka (russisch Фёдоровка, wiss. Transliteration Fëdorovka)    | Nr. 7             | https://www.openstreetmap.org/#map=15/52.39951/54.36924 |          |
| Quelle:                                                             |                   |                                                         |          |